# Thomas Morton
Thomas Morton (geboren wahrscheinlich 1575 oder 1576 in South West England, möglicherweise in Somerset; gestorben 1646 oder 1647 in Acomenticus, heute York, Maine) war ein englischer Abenteurer und Siedlerpionier in Neuengland.

## Leben
Über Mortons Herkunft ist nichts Sicheres bekannt. Gesichert ist, dass er am Clifford’s Inn, einer der Londoner Rechtsschulen, Juristerei studierte. 1622 war er Mitglied der kurzlebigen Expedition Thomas Westons in die fast unerschlossenen Gebiete des späteren Neuengland, wo erst zwei Jahre zuvor die „Pilgerväter“ mit der Kolonie Plymouth die erste dauerhafte englische Siedlung der Region gegründet hatten. Nach seiner Rückkehr nach England begab er sich schon zwei Jahre darauf im Tross eines Captain Wollaston wieder nach Plymouth.
Da Wollaston, Morton und einige andere Neuankömmlinge mit den frommen Pilgervätern nicht auskamen, begaben sie sich nach Norden und gründeten an der Stelle der heutigen Stadt Quincy, Massachusetts, einen Handelsposten. In den nächsten Jahren erkundete Morton die Gegend und knüpfte Handelskontakte mit den ansässigen Indianerstämmen. Als Wollaston 1626 den Posten verließ, übernahm Morton die Leitung der kleinen Siedlung, die wohl kaum mehr als sechs oder sieben weiße Händler zählte.

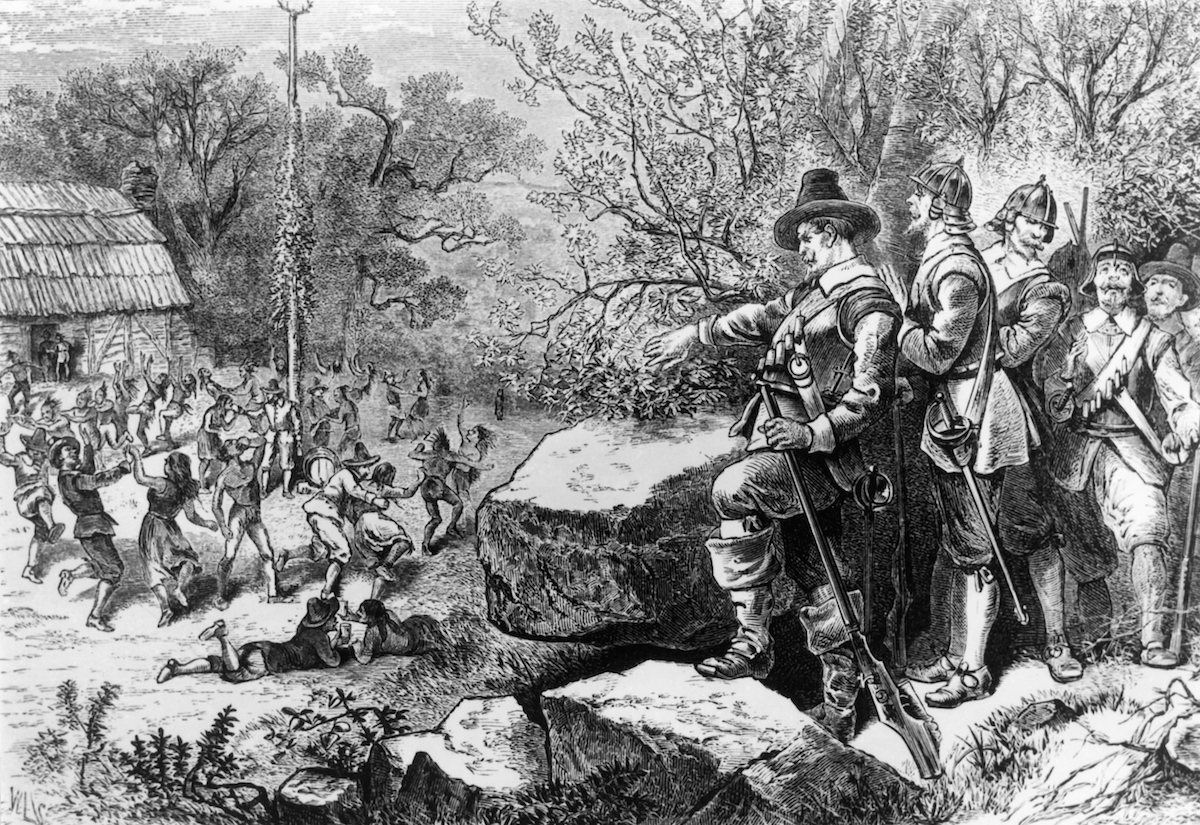
Errichtung des Maibaums in Merry Mount 1627, auf der Darstellung wird das Geschehen von Miles Standish und Vertretern der Plymouth Colony abschätzig beobachtet

Im Mai des Jahres 1627 errichtete Morton in der Siedlung einen Maibaum und taufte die Siedlung auf den Namen Ma-Re Mount (später auch Merry Mount). An den ausgelassenen Feiern, Tänzen und Trinkgelagen, die er in den nächsten Monaten unter dem Maibaum ausrichtete, nahmen auch viele Indianer teil. Das Treiben wurde mit Argwohn von den frommen und züchtigen Pilgervätern von Plymouth beobachtet, bis sie im September 1628 eingriffen. Gouverneur William Bradford entsandte eine bewaffnete Mannschaft unter Führung von John Endicott nach Ma-Re Mount, ließ den Maibaum fällen und Morton unter der Anschuldigung, er habe den Indianern Waffen verkauft, festnehmen. Zum einen mag es weltanschaulicher Gegensatz zwischen dem lebensfrohen Morton und den asketischen Pilgervätern gewesen sein, der zu dieser Eskalation führte, zum anderen aber auch die Konkurrenz, die Morton mit den Indianern für die Pilgerväter darstellte.
Morton wurde nach England deportiert, da dort aber wider Erwarten keine Anklage gegen ihn erhoben wurde, kam er wieder auf freien Fuß und kehrte sehr zum Missfallen der Pilger bereits 1629 nach Plymouth zurück. Um ihn zur Konformität zu zwingen, setzten Bradford und Endicott daraufhin einen Verhaltenskodex auf, der von jedem Siedler der Kolonie, also auch Morton unterschrieben werden sollte – Morton weigerte sich zu unterschreiben, wenn dem Dokument nicht ein Passus hinzugefügt würde, dass in der Kolonie keine Taten geduldet würden, die gegen die Gesetze des Königreichs England verstoßen. Schließlich wurde Morton auf Anweisung Bradfords in Ketten gelegt und wiederum nach England verbracht.
In England kam Morton wieder frei. Wohl 1633/34 verfasste er ein Buch über Neuengland, New English Canaan über seine Erfahrungen in Neuengland. Es erschien 1637 in Amsterdam und stellt eine wichtige Quelle zu den Anfängen der neuenglischen Kolonien dar, insbesondere in seinen ebenso ausführlichen wie wohlwollenden Beschreibungen der Indianer. Außergewöhnlich ist es besonders, da es eine der wenigen nicht aus puritanischer Perspektive geschriebenen Dokumente über das koloniale Neuengland darstellt. Zwar nutzt auch Morton im Titel seines Werks die auch von den Puritanern häufig bemühte Trope von Neuengland als Gelobtem Land oder neuem Kanaan, doch stellt sich die Beschreibung des Landstrichs bei Morton weitaus weniger theologisch dar.
Nach Ausbruch des Englischen Bürgerkriegs kehrte Morton, mittlerweile recht verarmt, wiederum nach Plymouth zurück und brach nach dem ersten Winter zu Erkundungsreisen nordwärts auf. 1644 wurde er von den Magistraten der Massachusetts Bay Colony festgesetzt und des Verrats angeklagt. In Ermangelung von Beweisen wurde er nach einem Jahr aus der Haft entlassen und zu einer Geldbuße von 100 Pfund verurteilt, die er aber nicht aufbringen konnte. Der Gouverneur der Kolonie, John Winthrop, schrieb, dass man in seinem Fall von einer Körperstrafe abgesehen habe, da Morton „alt und wahnsinnig“ sei, doch schwächte ihn die Haftzeit offenbar sehr. Morton wurde die Gelegenheit gegeben, sich aus der Kolonie zu absentieren, und er begab sich in die Siedlung Acomenticus im heutigen Maine, wo er 1646 oder 1647 verstarb.

## Rezeption
Morton ist in der amerikanischen Geschichtsschreibung über Jahrhunderte oftmals in eben dem Maße als gewissenloser Abenteurer verfemt, wie die Pilgerväter und Puritaner zu Protagonisten und heldenhaften Gründervätern eines Gesellschaftsentwurfs verklärt wurden, aus deren Geist die amerikanische Nation geboren wurde.
Erst der spätere sechste Präsident der USA, John Quincy Adams (1767–1848), ersteigerte 1798 das Buch New English Canaan in Berlin, als er Botschafter am preußischen Hof war. Sein Vater, John Adams (1735–1826), der zweite Präsident der Vereinigten Staaten, las es mit Interesse, obwohl er Morton als Brandstifter und Aufwiegler einschätzte. 1802 schrieb er ein unveröffentlichtes Werk mit dem Titel Scraps of the History of Mount Wollaston, weil der Ort auf seinem eigenen Land lag.
Diese allegorische Deutung der Vorgänge um den Maibaum von Ma-Re Mount prägt in all ihrer moralischen Uneindeutigkeit auch Nathaniel Hawthornes berühmte Kurzgeschichte The Maypole of Merry Mount (1835). Mortons Schicksal ist nicht erst seit Hawthorne vielfach künstlerisch verarbeitet worden; der Historiker John Lothrop Motley veröffentlichte etwa zwei Romane über Morton (Morton’s Hope, or the Memoirs of a Provincial (1839) und Merry Mount, a Romance of the Massachusetts Colony (1849)).
Erst in jüngerer Zeit ist Morton und sein New England Canaan in einer positiven Umdeutung zu einer Art Symbolgestalt eines „anderen Amerika“ geworden, insbesondere im Zusammenhang mit seinem wohlwollenden Umgang mit der indianischen Kultur. Zu seinen bedeutendsten Fürsprechern zählt William Carlos Williams, der Morton in seinem Werk In The American Grain (1925) zu einem der Begründer einer ureigenen amerikanischen Denkungsart und Literatur erklärte, sowie Richard Slotkin, dessen Regeneration through Violence Morton geradezu als prototypischen Vertreter einer gegenkulturellen Nonkonformität beschreibt.

## Ausgaben desNew English Canaan

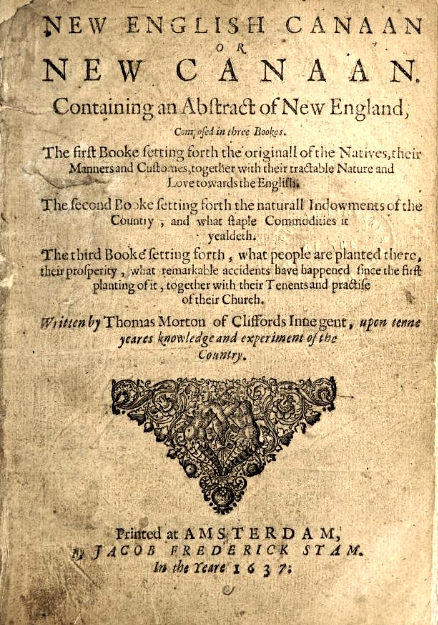
Titelseite der Originalausgabe von The New English Canaan

- New English Canaan or New Canaan. Iacob Frederick Stam, Amsterdam 1637.
  - Faksimile: (= The English Experience. 140, ISSN 0422-6666). Da Capo Press u. a., New York NY 1969.
- The New English Canaan. With Introductory Matter and Notes by  Charles Francis Adams. Prince Society, Boston 1883, (Digitalisat, E-Book).
- New English Canaan. Text, Notes, Biography & Criticism. Edited by Jack Dempsey. Digital Scanning, Scituate MA 2000, ISBN 1-58218-151-9.